# Paradize
 (février 2011).
Si vous disposez d'ouvrages ou d'articles de référence ou si vous connaissez des sites web de qualité traitant du thème abordé ici, merci de compléter l'article en donnant les références utiles à sa vérifiabilité et en les liant à la section « Notes et références ».
Albums par Indochine
Dancetaria
(1999) Alice et June
(2005)
Lives par Indochine
Nuits intimes
(2001) Les Divisions de la joie
(2002)
Singles
1. Punker / J'ai demandé à la lune
Sortie : 11 février 2002
2. J'ai demandé à la lune / Punker / Glory Hole / Comateen II
Sortie : 8 avril 2002
3. Mao Boy! / Le Doigt Sur Ton Étoile
Sortie : 30 septembre 2002
4. Le Grand Secret
Sortie : 3 mars 2003
5. Marilyn / Smalltown Boy
Sortie : 15 juillet 2003
6. Un singe en hiver / Electrastar
Sortie : 3 novembre 2003

Paradize (prononcé en anglais : [pɛɹədaɪs]) est le 9e album studio d'Indochine, sorti en 2002. Cet album est souvent considéré comme l'album du renouveau de la carrière d'Indochine.

## Historique
Par le choix de taux de distorsion élevés et d'arrangements électro souvent agressifs, les morceaux de l'album prennent sur Paradize une tonalité bien plus abrasive que dans les précédents opus d'Indochine. Ce tournant dans les choix sonores d'Indochine est souvent associé à l'arrivée d'oLi dE SaT, nouveau guitariste/compositeur/arrangeur dans le groupe, qui avait déjà produit Dancetaria.
Nicola Sirkis explore ses thèmes de prédilection depuis les débuts d'Indochine : le sexe (Punker, Marilyn, Paradize, Le Grand Secret), la religion (Like a Monster, Dark), le mal-être adolescent (Comateen I - écrite par Camille Laurens, Le Manoir, Mao Boy!) ou encore ici le décès de son frère jumeau Stéphane Sirkis (Electrastar). 
Le single J'ai demandé à la lune, devenu un morceau mythique du groupe et incontournable en concert, a été écrit et composé par Mickaël Furnon, du groupe Mickey 3D.

## Réception

### Réception
- Le 16 avril 2002, l’album dépasse les 100 000 exemplaires vendus, puis est certifié disque d’or par le S.N.E.P. (en un mois).
- Le 10 juillet 2002, l’album dépasse les 300 000 exemplaires vendus, puis est certifié disque de platine par le S.N.E.P. (en quatre mois).
- Le 5 novembre 2002, l’album dépasse les 600 000 exemplaires vendus, puis est certifié double disque de platine par le S.N.E.P. (en huit mois).
- Le 17 décembre 2003, l’album dépasse les 900 000 exemplaires vendus, puis est certifié triple disque de platine par le S.N.E.P. (en un an et neuf mois).
- Le 19 octobre 2004, l’album dépasse les 1 000 000 d’exemplaires vendus, puis est certifié disque de diamant par le S.N.E.P. (en deux ans et sept mois).
- Le 22 mars 2005, le groupe reçoit un disque de diamant.

### Critique
Selon l'édition française du magazine Rolling Stone, cet album est le 98e meilleur album de rock français. Il est également inclus dans l'ouvrage Philippe Manœuvre présente : Rock français, de Johnny à BB Brunes, 123 albums essentiels.

## Tournée
La sortie de l'album a été accompagnée par la tournée Paradize Tour, qui a duré de février 2002 à février 2004.

## Liste des titres
| Disque | Disque                                      | Disque                         | Disque                        | Disque | Disque | Disque | Disque | Disque | Disque |
| No     | Titre                                       | Paroles                        | Musique                       | Durée  |        |        |        |        |        |
| ------ | ------------------------------------------- | ------------------------------ | ----------------------------- | ------ | ------ | ------ | ------ | ------ | ------ |
| 1.     | Paradize                                    | Nicola Sirkis, Ann Scott       | Nicola Sirkis, Olivier Gérard | 4:49   |        |        |        |        |        |
| 2.     | Electrastar                                 | Nicola Sirkis                  | Nicola Sirkis, Olivier Gérard | 5:30   |        |        |        |        |        |
| 3.     | Punker                                      | Nicola Sirkis                  | Nicola Sirkis                 | 2:50   |        |        |        |        |        |
| 4.     | Mao Boy!                                    | Nicola Sirkis                  | Nicola Sirkis, Olivier Gérard | 5:42   |        |        |        |        |        |
| 5.     | J'ai demandé à la lune                      | Mickaël Furnon                 | Mickaël Furnon                | 3:29   |        |        |        |        |        |
| 6.     | Dunkerque                                   | Nicola Sirkis                  | Nicola Sirkis, Olivier Gérard | 5:48   |        |        |        |        |        |
| 7.     | Like a Monster                              | Nicola Sirkis                  | Jérôme Soligny                | 3:56   |        |        |        |        |        |
| 8.     | Le Grand Secret (avec Melissa Auf der Maur) | Nicola Sirkis                  | Nicola Sirkis, Olivier Gérard | 5:50   |        |        |        |        |        |
| 9.     | La Nuit des fées                            | Gérard Manset                  | Nicola Sirkis, Olivier Gérard | 4:58   |        |        |        |        |        |
| 10.    | Marilyn                                     | Nicola Sirkis                  | Nicola Sirkis, Olivier Gérard | 5:55   |        |        |        |        |        |
| 11.    | Le Manoir                                   | Nicola Sirkis                  | Nicola Sirkis, Olivier Gérard | 5:05   |        |        |        |        |        |
| 12.    | Popstitute                                  | Nicola Sirkis                  | Indochine                     | 4:00   |        |        |        |        |        |
| 13.    | Dark                                        | Nicola Sirkis, Rudy Léonet     | Nicola Sirkis, Olivier Gérard | 4:37   |        |        |        |        |        |
| 14.    | Comateen I                                  | Nicola Sirkis, Camille Laurens | Nicola Sirkis, Olivier Gérard | 6:07   |        |        |        |        |        |
| 15.    | Un singe en hiver                           | Jean-Louis Murat               | Jean-Louis Murat              | 3:46   |        |        |        |        |        |
| 72:25  |                                             |                                |                               |        |        |        |        |        |        |

### Bonus DVD
(offert avec les 30 000 premiers exemplaires de Paradize) :
- Comateen II - 3:50
- Le Doigt sur ton étoile - 4:28
- Glory Hole - 3:28

## Crédits
- Préproductions au studio KMS à Paris de mars à mai 2001
- Enregistré aux studios ICP à Bruxelles de juin à août 2001 par Phil Delire
- Mixés par Gareth Jones sauf J'ai demandé à la lune qui est mixé par Phil Delire
- Pochette : peggy.m

## Réédition
L'album a été réédité et remasterisé sous le titre Paradize+10, sorti le 13 février 2012 à l'occasion des dix ans de l'album. Nicola Sirkis a décidé de fêter l'album du renouveau en lieu et place de l'anniversaire du groupe, qui fête ses trente ans, car il n'est plus dans sa formation originelle. Deux concerts ont eu lieu au Zénith de Paris, les 1er et 2 février 2012 pour fêter l'événement.
Une single box a également été éditée en quantité limitée. L'album est entré à la 3e place des ventes en France.

### Contenu
- CD1 : Nouveau mastering : Paradize Mastered par Emily Lazar & Joe LaPorta at The Lodge (L.A.)
- CD2 : Les remixes de Paradize et Inédits

Remixes
1. Sound of Punker (Bootleg Indochine Vs Cassius)
2. J’ai demandé à la Lune (Frederic Sanchez remix)
3. Mao Boy (Dead Sexy Inc Remix)
4. Mao Boy (Rinôcérose 47 Street Mix)
5. Mao Boy (Clubmix oLi dE SaT)
6. Le Grand Secret (Remix by Tricky)
7. Le Grand Secret (Trisomie 21 remix)
8. Marilyn (French Kiks mix by Curve)
9. Marilyn (Scratch Massive remix)
10. Un Singe En Hiver (Forgotten Monkey Remix By oLi dE SaT)

Inédits
- Glory Hole
- Comateen II
- Le doigt sur ton étoile

DVD
- Making Of de Paradize (2001) rareté
- Making of Paradize +10 : les intervenants de l’album commentent 10 ans après.
- Video live / Davout sessions enregistré le 5 novembre 2011 au studio Davout :
  - Electrastar
  - Le Manoir
  - Un jour dans notre vie
  - Pink Water
  - Lips Like Sugar